# Florentiner Streichquartett
Das Florentiner Streichquartett  war ein von Jean Becker 1865 während einer Konzertreise in Florenz gegründetes Streichquartett mit Friedrich Hilpert (Cello), Enrico Masi (zweite Violine) und Luigi Chiostri (Viola). Es bestand bis 1880.

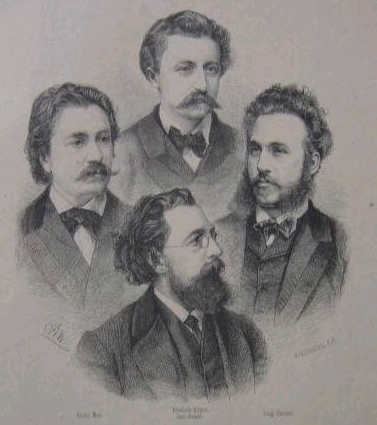
Florentiner Streichquartett (um 1870)

## Geschichte
Der Geiger Jean Becker erhielt während eines Aufenthaltes in Florenz den Auftrag, zehn Abonnement-Konzerte des Vereins zur Hebung und Förderung der italienischen Kammermusik unter dem Mäzenatentum des reichen Florentiner Professors Abramo Basevi (1818–1885) zu leiten. Nach gründlichen Studien im Zusammenspiel begannen 1866 die Reisen des "Florentiner Quartetts Jean Becker" in die Schweiz und nach Straßburg, 1867 dann nach Frankfurt, Köln, Leipzig, Berlin, Dresden und Baden-Baden. Vor der Ankunft des Quartetts in Wien 1868 hatten bereits das Joachimsche und das Hellmesberger-Quartett den Bereich Kammermusik abgedeckt. Nachdem sich die Qualität der Musiker herumgesprochen hatte, wurden zehn weitere Konzerte mit größtem Erfolg gegeben.
1874 verließ Friedrich Hilpert das Quartett, um in Wien zu arbeiten. Seine Stelle nahm Louis Hegyesi ein.

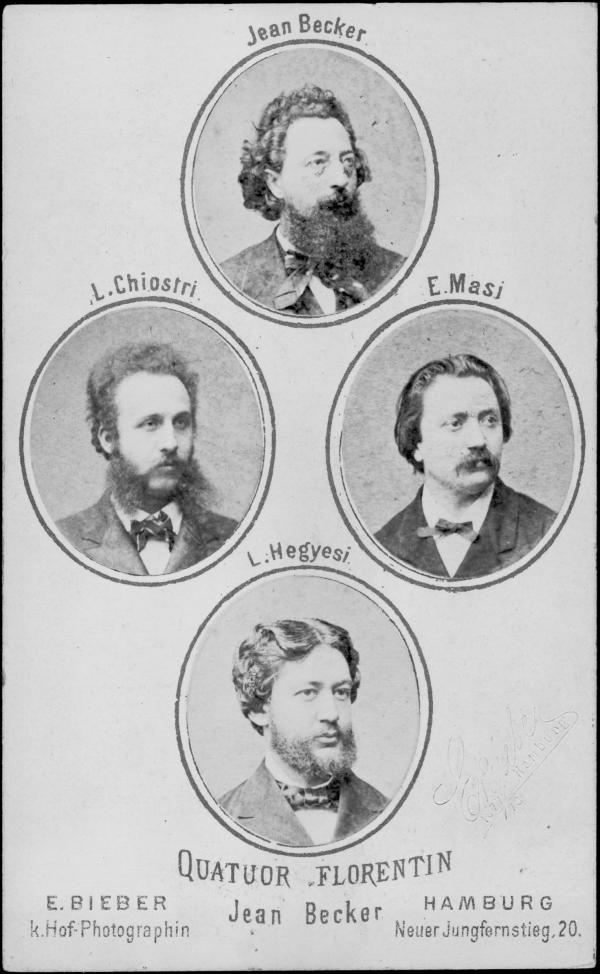
Florentiner Streichquartett (um 1874)

## Bedeutung
Jean Beckers  spielerische und interpretatorische Leistungen lagen auf dem Gebiete der Kammermusik, besonders mit den Werken seines Altersgenossen Johannes Brahms. Er hat das konzertmäßige Quartettspiel populär gemacht und zur Pflege des  Kammermusik-Spiels durch Amateure entscheidende Anregungen gegeben.

## Mitglieder
- Violine: Jean Becker
- Violine: Enrico Masi
- Viola: Luigi Chiostri
- Cello: Friedrich Hilpert (1865–1874), Louis Hegyesi (1875–1880)